# Nationaal park Serra do Pardo
Nationaal park Serra do Pardo is een nationaal park in de Braziliaanse staat Pará. Het park heeft een oppervlakte van 445.408 hectare en werd in 2005 opgericht met als doel de natuurlijke ecosystemen te beschermen en daarnaast wetenschappelijk onderzoek, educatie, recreatie en ecotoerisme te bevorderen.
Het gebied omvat bergen, rivieren en verschillende vegetatietypen. Het park wordt bedreigd door ontbossing en veel conflicten over landeigendom.